# Scotopteryx medioconfluens
Scotopteryx medioconfluens är en fjärilsart som beskrevs av Bytinsky-salz 1937. Scotopteryx medioconfluens ingår i släktet backmätare, och familjen mätare. Inga underarter finns listade.